# Bhaga

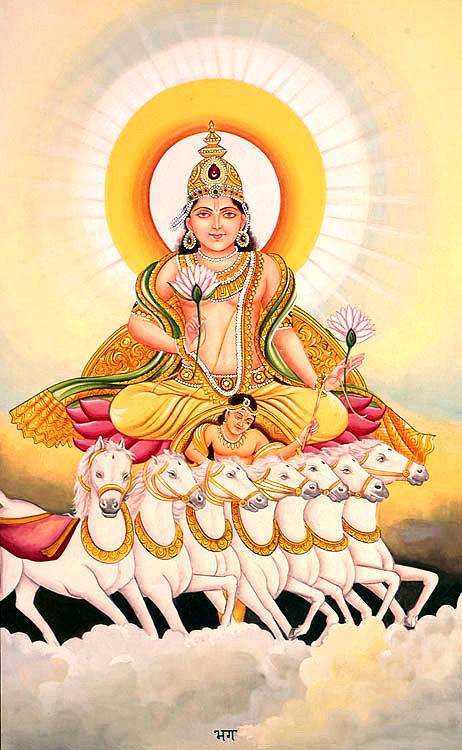
Bhaga

Bhaga (od sanskr. bhāga ‘część’, ‘udział’, ‘szczęśliwy traf’, staroir. bagha ‘bóg’ oraz starosł. bogú. 'Dawca dobra', 'Rozdający bogactwa') – wedyjskie bóstwo, reprezentujące aspekt Słońca, personifikujące szczęście, dobrobyt, pieniądze i należny spadek, patron bogactwa.. Jeden z 12 Aditjów, syn Kaśjapy i Aditi.
Osoby zainteresowane wzrostem szczęścia, powodzenia i dobrobytu, osiąganiem sukcesu w rozwoju duchowym zwykle stają się czcicielami Bhaga Dewa. Tytuł Bhagawan oznaczający Boga lub Guru pochodzi od anioła, bóstwa Śri Bhaga.

## Legenda
Daksza przeprowadzał wielką jadźnę. Zaprosił na nią wszystkich dewów, łącznie z Bhagą, który pełnił rolę jednego z kapłanów przewodniczących ceremonii, Nie zaprosił jednak Śiwy nii jego żony Sati - swojej córki, która wyszła za mąż za Śiwę, wbrew woli ojca. Z tego powodu Daksha ją znienawidził. W geście protestu przeciwko poniżeniu Sati dokonała samospalenia, a Śiwa wpadł w gniew, wysłał Virabhadrę i Bhadrakali, aby przeszkodzili w jadźnie i zabili Dakszę. Virabhadra oślepił Bhagę za to, że uczestniczył jako kapłan w ceremonii. Od tamtej pory niewidomy Bhaga zaczął na ślepo rozdawać bogactwa, nie zważając na czystość, oddanie czy honor swoich wyznawców.